# Dymchurch
Dymchurch est un village anglais situé sur la côte du Kent, et au cœur du Romney Marsh.
Comme beaucoup de villages de la région, Dymchurch s'est développé dans les années 1930 à partir d'un hameau. Le village possède une gare sur le chemin de fer à voie étroite entre Hyde et Dungeness.

## Curiosités

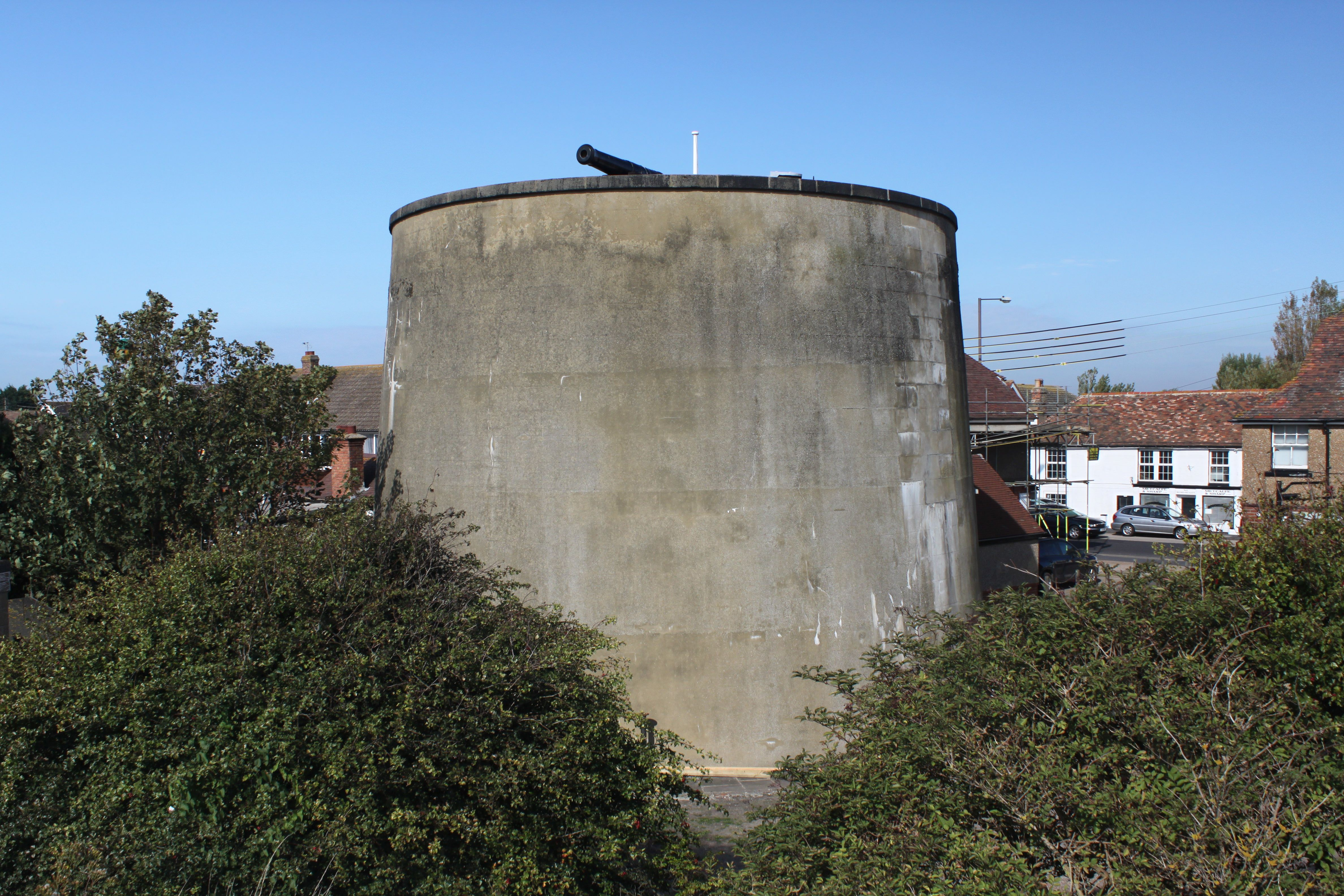
Une tour Martello dans le village

- Le village est célèbre pour avoir servi de cadre à la série L'Épouvantail, adaptée des nouvelles de Russell Thorndike.
- Dymchurch est une étape du chemin de fer touristique, le « Romney, Hythe & Dymchurch Railway » : ouvert en 1927, il est réputé comme étant le plus petit chemin de fer public du monde. Il fut fermé pendant la Seconde Guerre Mondiale, et réinauguré en 1947 par Laurel et Hardy.
- Trois Tours Martello sont situées sur le territoire de la commune : l'une est une propriété privée et l'autre en ruines, mais la tour n°24 est encore ouverte au public.

## Monuments historiques
Le New Hall, construit en 1575 sur les restes d'un bâtiment en bois était utilisé comme palais de justice pour toute la région du Romney Marsh. Aujourd'hui, c'est un musée qui présente des cartes anciennes et des découvertes archéologiques locales.
Le pub « The Ship Inn », bâti au XVe siècle, était le repaire de l'écrivain Russell Thorndike. On dit que plusieurs chapitres de ses nouvelles furent rédigées dans cette auberge, et qu'il s'inspira de brigands locaux pour décrire ses personnages.
Des tunnels partant du pub aboutissent à l'église du village : ils étaient utilisés par les contrebandiers pour échapper aux douaniers.